# Ennomos autumnaria
Ennomos autumnaria là một loài bướm đêm trong họ Geometridae.

## Hình ảnh

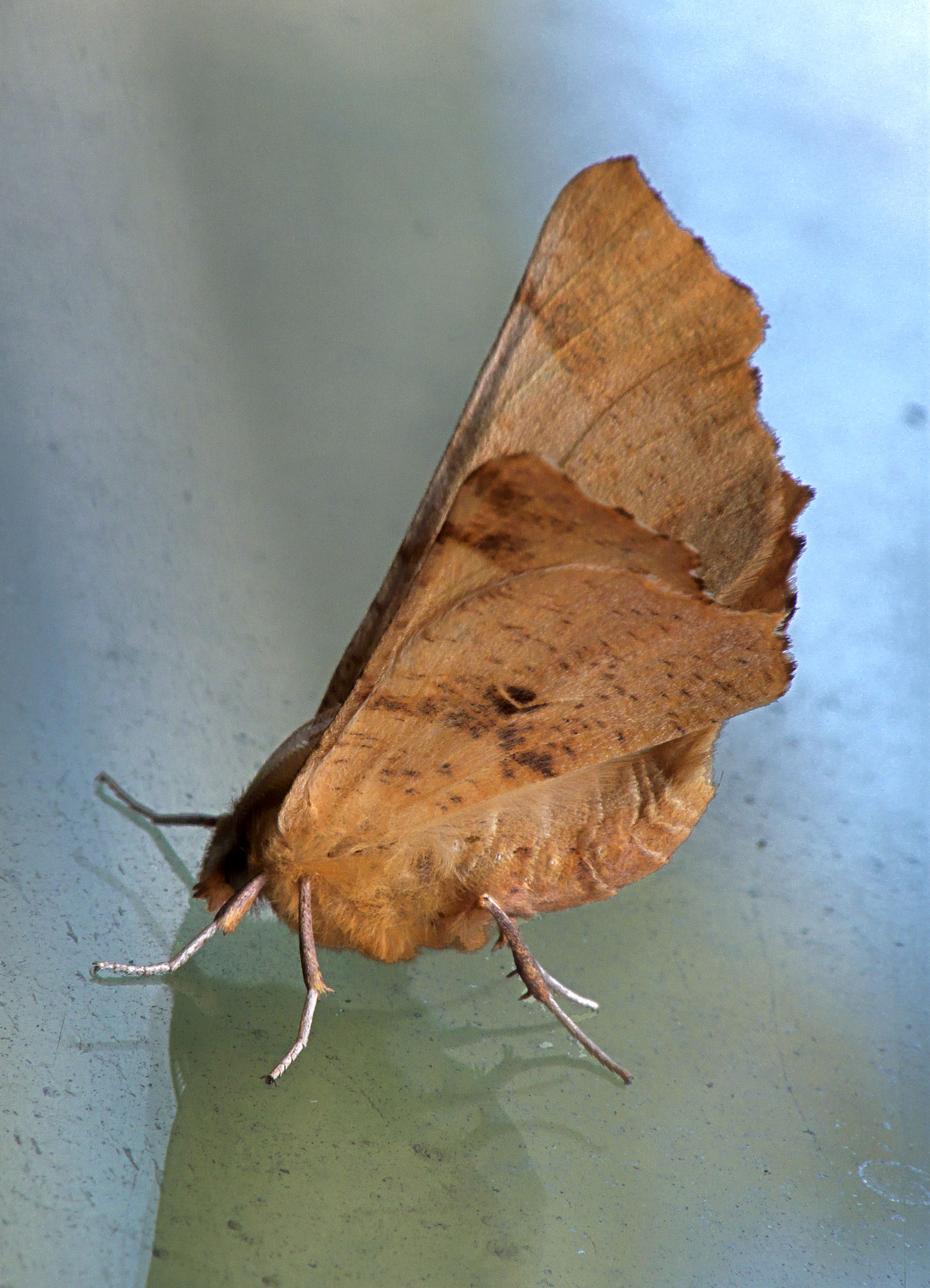
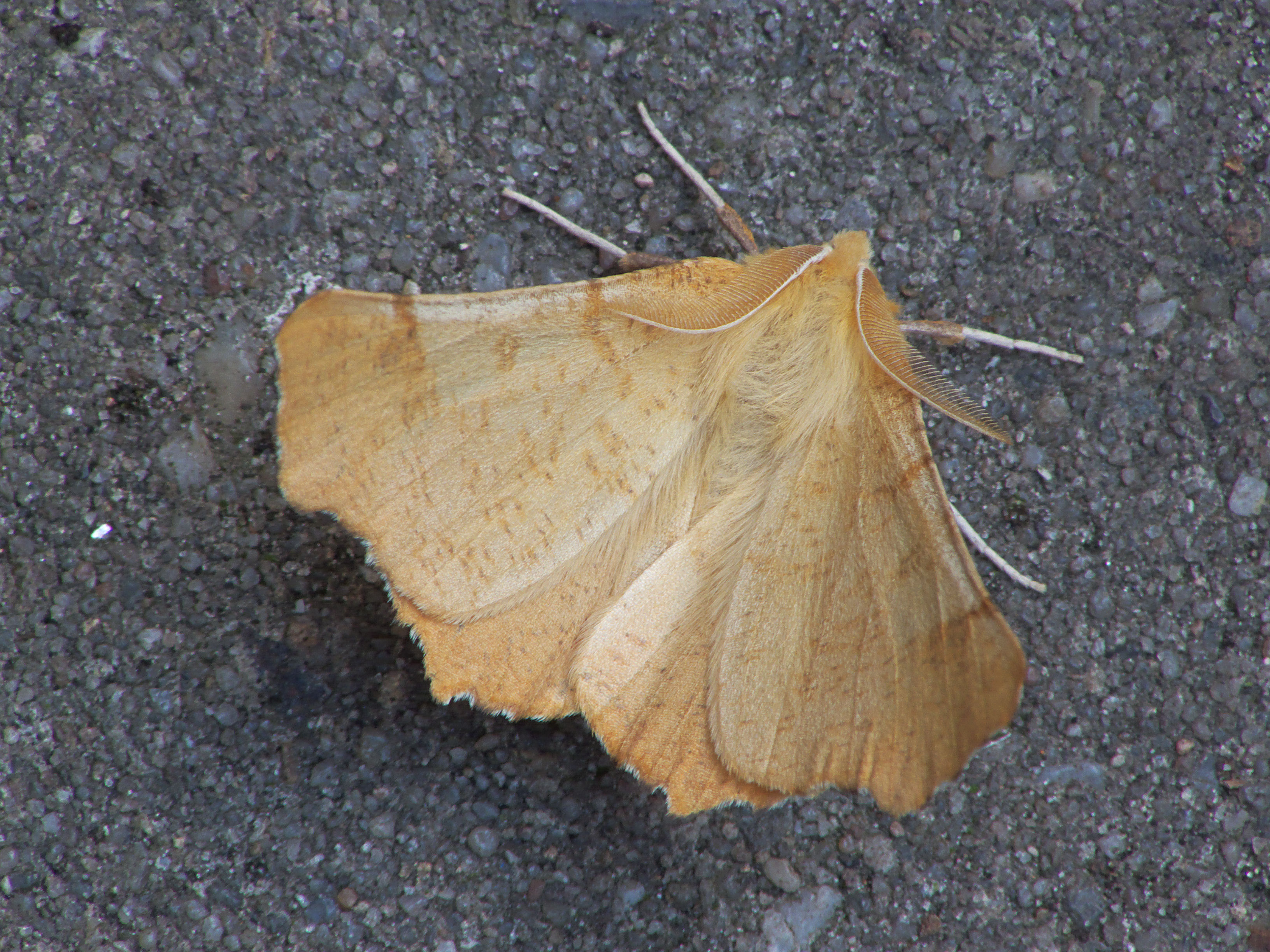
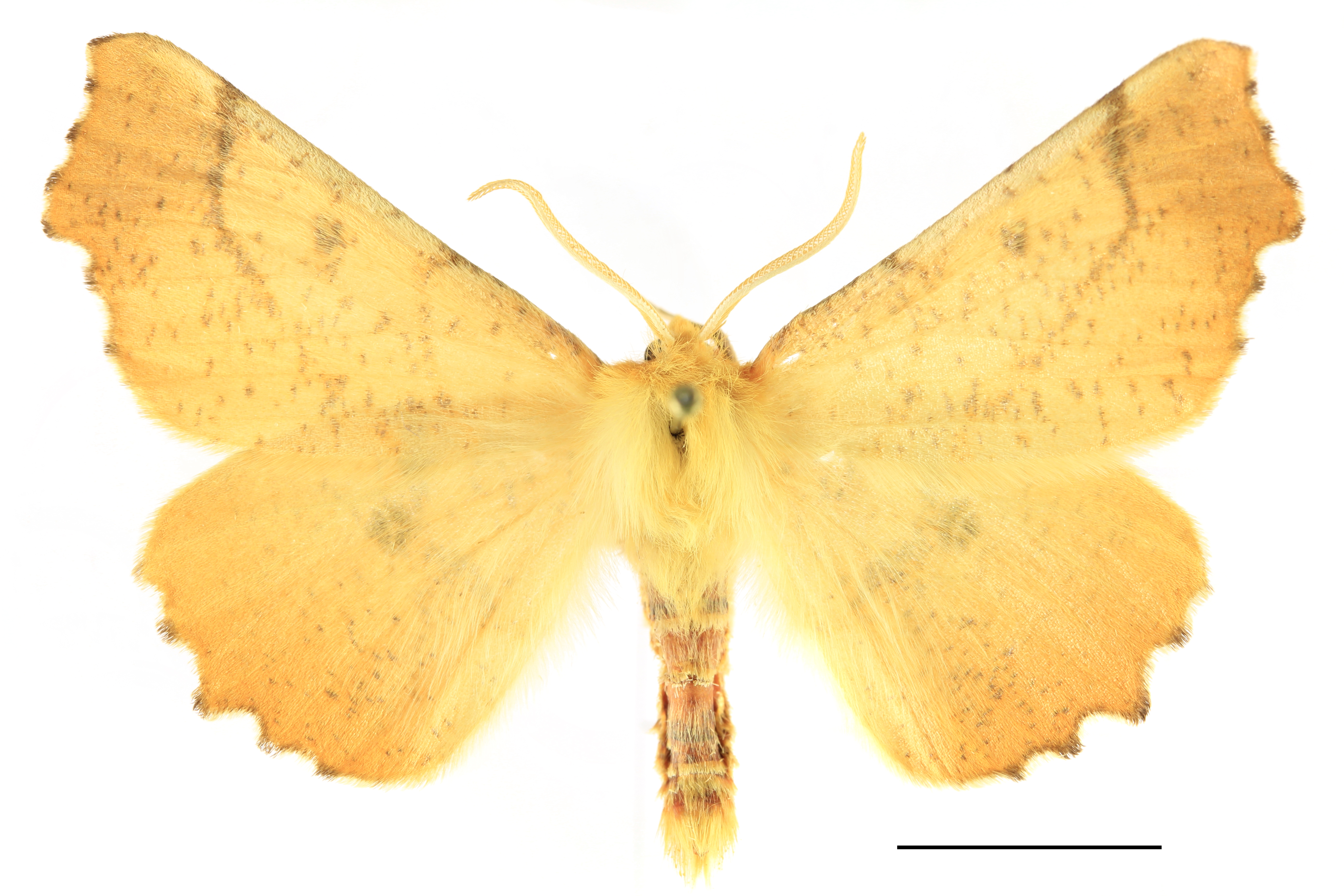
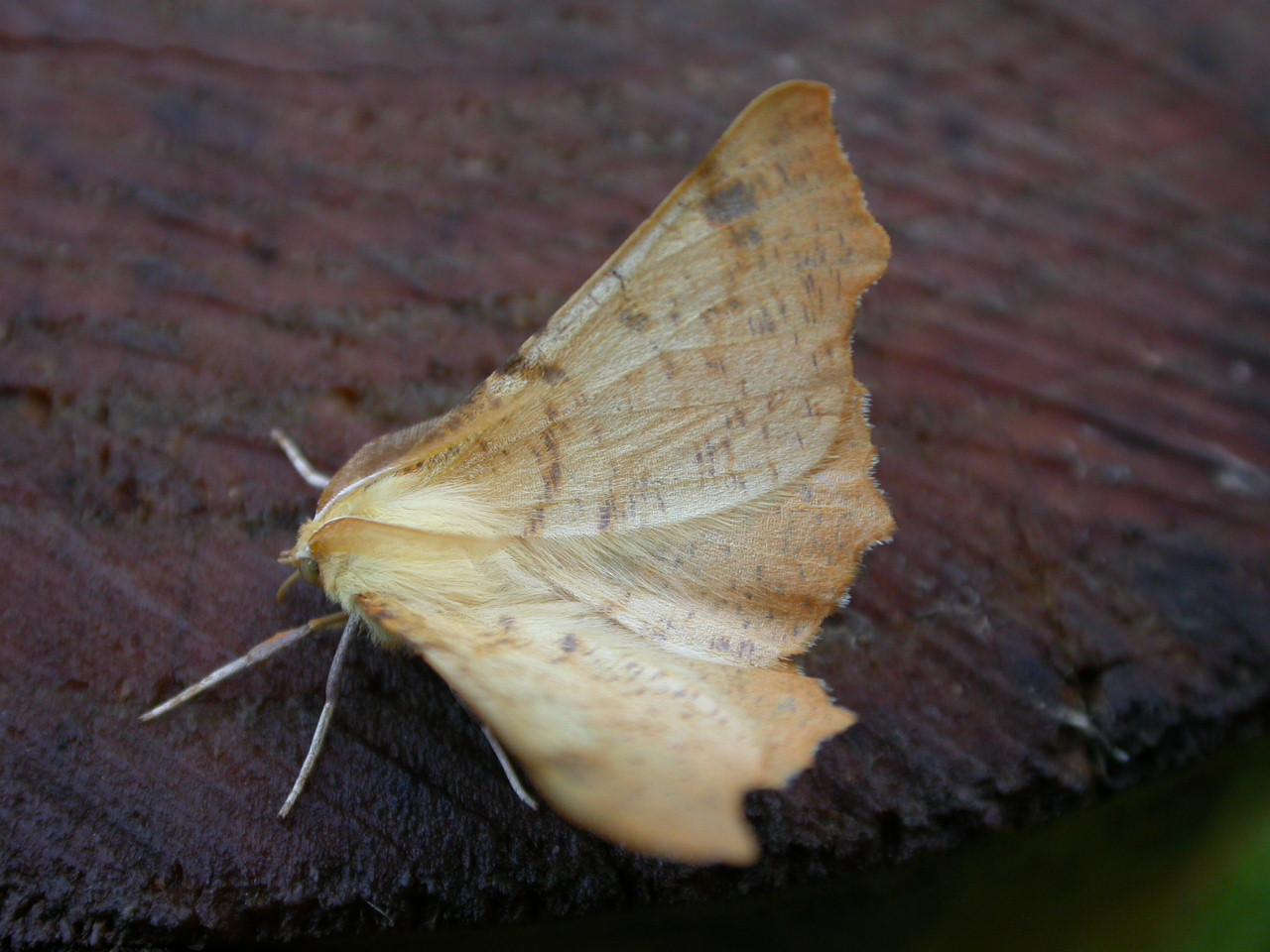